# شلال زاوية إفران
شلال زاوية إفران ويعرف بشلال هاواي، هو واحد من أكبر الشلالات الطبيعية في المغرب، يقع بزاوية إفران، بجماعة واد إفران ضمن تراب إقليم إفران بجهة فاس مكناس.

## الموقع
يقع شلال زاوية إفران على مجرى واد إفران بالأطلس المتوسط الهضبي، ويبعد بحوالي 70 كلم عن مدينة إفران.

## السياحة

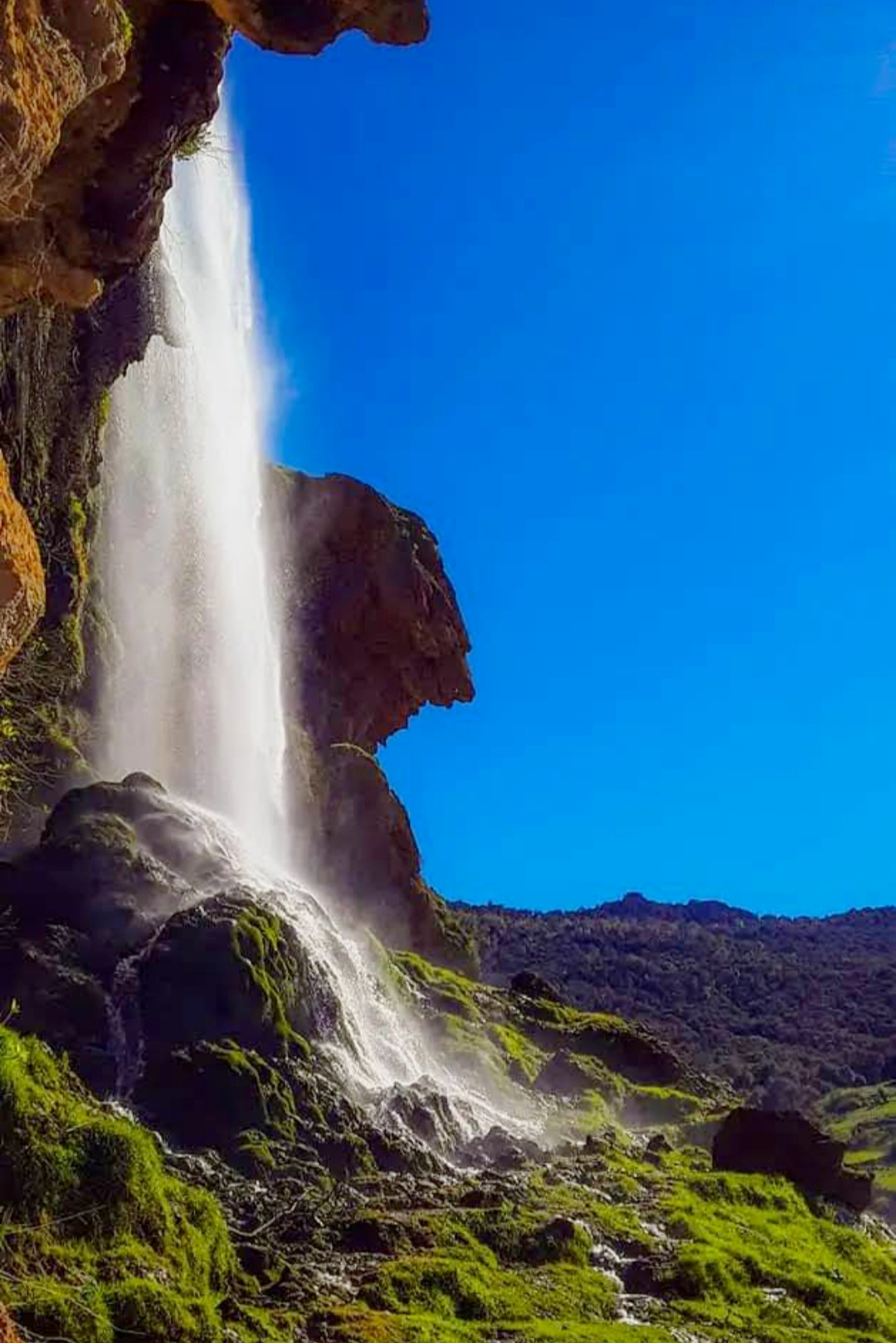

تستقبل زاوية إفران السياح المهتمني بالسياحة الجبلية والإكولوجية من أجل زيارة الشلال، حيث تتواجد بالمنطقة عدة مآوي سياحية 

## معرض الصور

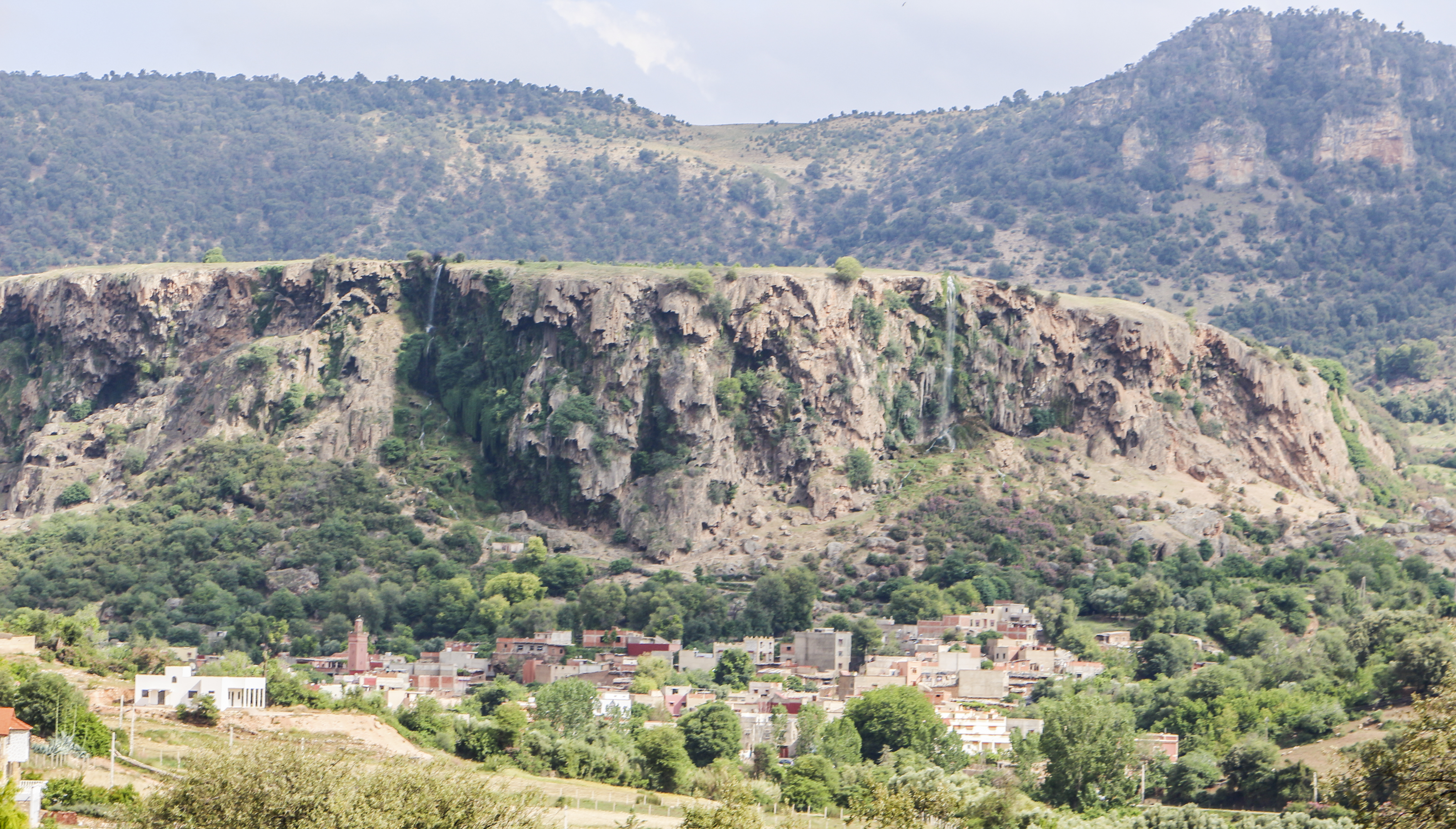
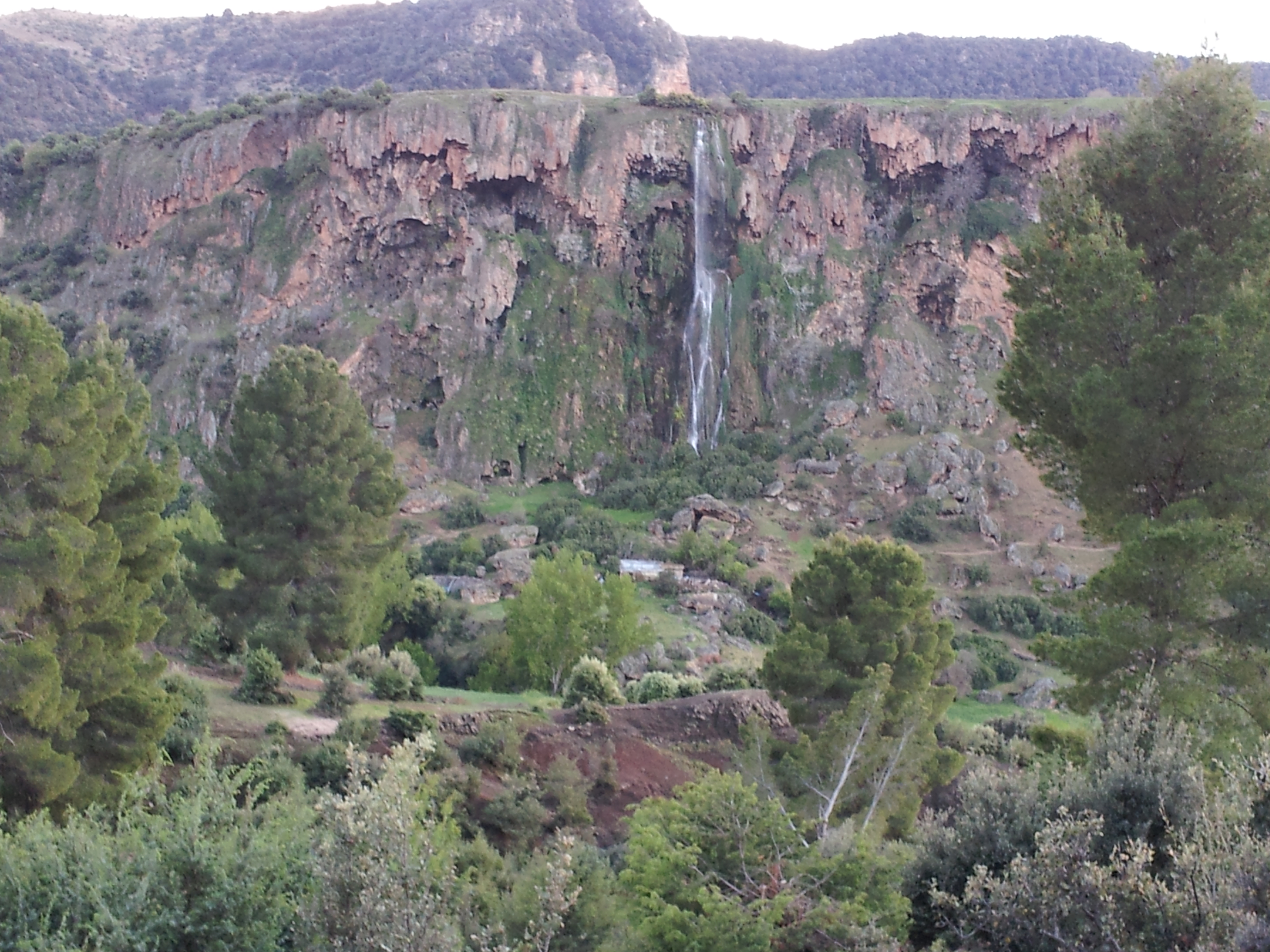
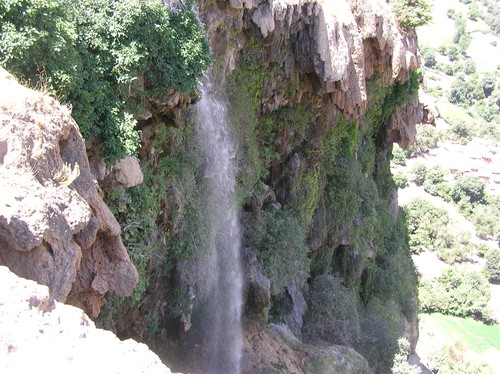
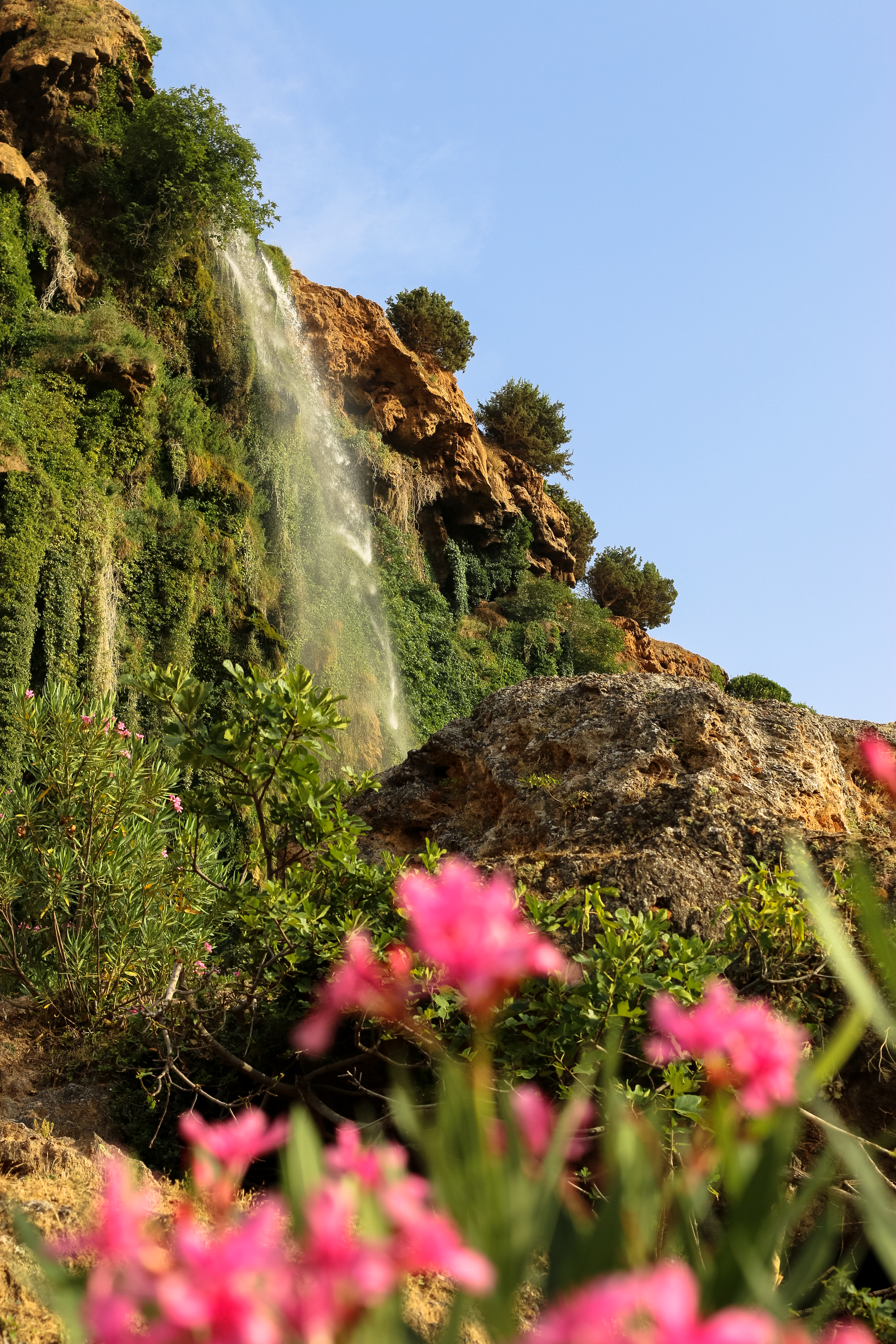